# Hastings Ngala
Hastings Ngala es un deportista keniano que compitió en taekwondo. Ganó dos medallas en el Campeonato Africano de Taekwondo, en los años 1998 y 2003.

## Palmarés internacional
| Campeonato Africano | Campeonato Africano | Campeonato Africano | Campeonato Africano |
| Año                 | Lugar               | Medalla             | Categoría           |
| ------------------- | ------------------- | ------------------- | ------------------- |
| 1998                | Nairobi (Kenia)     | Medalla de plata    | +84 kg              |
| 2003                | Abuya (Nigeria)     | Medalla de bronce   | +84 kg              |